# Laval-Zahl
Die Laval-Zahl {\displaystyle {\mathit {La}}} (nach Gustav de Laval) oder auch kritische Machzahl {\displaystyle M^{*}} ist eine Ähnlichkeitskennzahl der Gasdynamik. Sie ergibt sich als Verhältnis der örtlichen Strömungsgeschwindigkeit {\displaystyle u} zur kritischen Schallgeschwindigkeit {\displaystyle c^{*}}:
{\displaystyle M^{*}={\frac {u}{c^{*}}}={\frac {u}{\sqrt {\kappa \cdot R_{\mathrm {s} }\cdot T^{*}}}}={\frac {u}{\sqrt {{\frac {2\cdot \kappa }{\kappa +1}}\cdot R_{\mathrm {s} }\cdot T_{\mathrm {t} }}}}}
Dabei ist
- die kritische Schallgeschwindigkeit {\displaystyle c^{*}} jene Schallgeschwindigkeit, die sich einstellen würde, wenn die Strömung ohne Wärme- und Reibungsverlust auf Schallgeschwindigkeit beschleunigt (bzw. verzögert) würde
- {\displaystyle \kappa } der Isentropenexponent
- {\displaystyle R_{\mathrm {s} }} die Spezifische Gaskonstante
- {\displaystyle T^{*}} die kritische Temperatur (Erläuterung s. u.)
- {\displaystyle T_{\mathrm {t} }} die Ruhetemperatur.

Die Schallgeschwindigkeit ist temperaturabhängig, und die Temperatur verringert sich in einer beschleunigten Gasströmung. Die Schallgeschwindigkeit unterliegt also Änderungen längs des Strömungspfades. Den Zustand, bei dem eine Gasströmung mit Schallgeschwindigkeit strömt, nennt man den kritischen Punkt. Dieser Punkt wird (bei hinreichend großem Druckgefälle) im engsten Querschnitt einer Lavaldüse erreicht. Dort herrscht die kritische Temperatur, die in einem festen Verhältnis zur Ruhetemperatur steht.